# Ізоповерхня
Ізоповерхня (англ. isosurface) — поверхня топографічного порядку у всіх точках якої є однакове значення якої-небудь величини (наприклад, тиск, температура, швидкість, густина). Є тривимірним аналогом Ізолінії.